# 20 Eskadra Lotnictwa Artyleryjskiego
20 Eskadra Lotnictwa Artyleryjskiego (20 ela) – pododdział lotnictwa artyleryjskiego ludowego Wojska Polskiego.

## Formowanie i zmiany organizacyjne
20 Eskadra Lotnictwa Artyleryjskiego została sformowana wiosną 1960 roku na lotnisku Inowrocław-Latkowo według etatu Nr 6/357 o stanie 39 żołnierzy. W tym samym roku eskadrę przeniesiono na nowy etat Nr 6/375, w którym przewidziano 44 żołnierzy.
W 1963 roku dowódca Lotnictwa Operacyjnego rozformował 20 Eskadrę Lotnictwa Artyleryjskiego, a na jej bazie i jednej eskadry lotniczej z rozformowanego 48 pułku lotnictwa myśliwsko-szturmowego zorganizowano 32 pułk rozpoznania artyleryjskiego.

## Dowódcy eskadry
- mjr pil. Stefan Różanek[1]